# إدوارد سايمور (سياسي)
إدوارد سايمور (بالإنجليزية: Edward Seymour)‏ هو سياسي أمريكي، ولد في 26 أكتوبر 1810، وتوفي في 15 يونيو 1883. حزبياً، نشط في الحزب الجمهوري. وقد انتخب عضو مجلس نواب فيرمونت.